# Crassula decumbens
Espèce
Synonymes
- Crassula decumbens var. decumbens[1]
- Crassula langebergensis Schönland[1]
- Crassula macrantha (Hook.f.) Diels & E.Pritz.[1]
- Crassula ovallei (Phil.) Reiche[1]
- Crassula radicans (Phil.) Reiche[1]
- Gomara decumbens (Thunb.) P.V.Heath[1]
- Thisantha decumbens Eckl. & Zeyh.[1]
- Tillaea macrantha Hook. f.[1]
- Tillaea ovallei Phil.[1]
- Tillaea radicans Phil.[1]
- Tillaea trichotoma (Eckl. & Zeyh.) Walp.[1]

Crassula decumbens est une espèce de plantes succulentes de la famille des Crassulaceae et du genre des Crassula.

## Description
Cette plante succulente annuelle, rougeâtre, possède des branches de 15 cm de long, dressées à étalées, parfois munies de racines aux nœuds foliaires. Les feuilles petites et étroites font 2,5  à   9 mm de long sur 0,4  à   1,5 mm de large. Elles sont en forme de lance, pointues au sommet, convexes des deux côtés. Les minuscules fleurs sont groupées en capitules ramifiés situés à l'aisselle des feuilles des 3 nœuds les plus bas. Les pétales sont blanc ou crème.

## Liste des sous-espèces
Selon BioLib (13 juillet 2016) :
- sous-espèce Crassula decumbens subsp. decumbens

Selon Catalogue of Life (13 juillet 2016) :
- variété Crassula decumbens var. brachyphylla (Adamson) Tölken

Selon NCBI (13 juillet 2016) :
- variété Crassula decumbens var. decumbens

Selon The Plant List (13 juillet 2016) :
- variété Crassula decumbens var. brachyphylla (Adamson) Toelken

Selon Tropicos (13 juillet 2016) (Attention liste brute contenant possiblement des synonymes) :
- variété Crassula decumbens var. brachyphylla (Adamson) Toelken
- variété Crassula decumbens var. decumbens